# Thomas Rhomberg
Thomas Rhomberg (auch Thoma Romberg, * 1572 oder 1574 oder nach 1580; † 4. Januar 1647 in der Klause bei Lochau) war Landammann in Dornbirn und während des Dreißigjährigen Kriegs Hauptmann in Vorarlberg (Österreich).

## Familie Rhomberg
Thomas Rhomberg entstammt einer alten Dornbirner Familie und ist ein Ahnherr der bekannten Vorarlberger Fabrikantenfamilie Rhomberg. Die Familie Rhomberg stellte im Laufe der Jahrhunderte in Vorarlberg die meisten Gerichts- und Ammänner sowie Bürgermeister. In Dornbirn und dem Gericht Hofrieden hatten 15 Vertreter dieser Familie das Amt des Ammanns in den letzten 350 Jahren inne.
Auf Antrag von Thomas Rhomberg wurde der Familie 1634 vom Comes Palatinus Caesaraeus Christian Hindenlang im Auftrag des Kaiser Ferdinand II. ein erbliches Wappen verliehen. Das Wappen wurde dem Kern nach aus dem Wappen der Dornbirner Familie Mäser entnommen, aus deren Stamm die Mutter des Thomas Rhomberg, Magdalena Mäser, entstammt.

## Leben

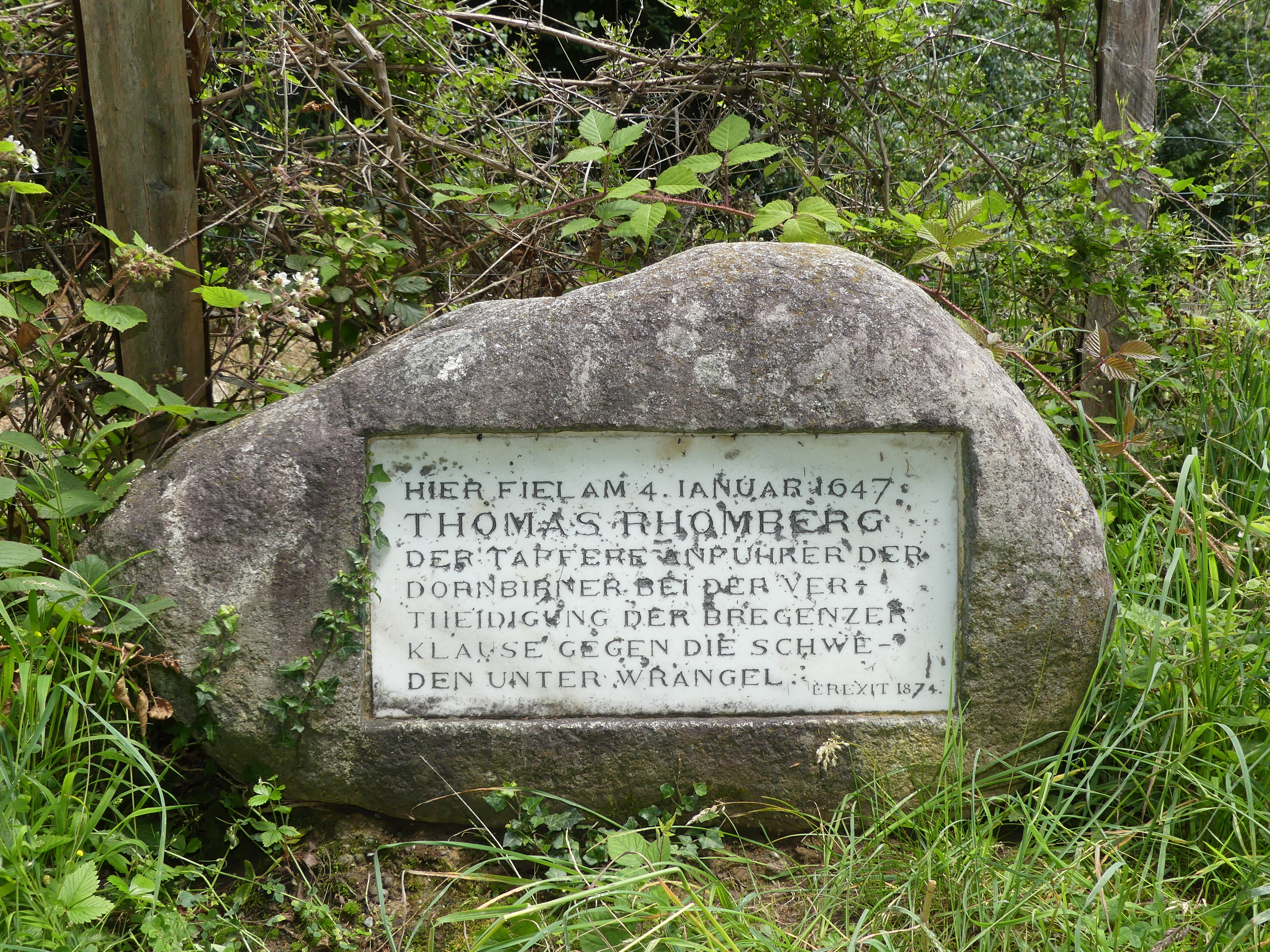
Rhombergstein in Lochau

Thomas Rhomberg war ein begüterter und angesehener Bürger in Dornbirn. Sein Vater war der Ratsherr und Gerichtsassessor Ulrich Roberg (auch Romberg geschrieben), die Mutter die Tochter des Ammanns Martin Mäser, Magdalena.
Thomas Rhomberg war selbst Landammann in Dornbirn. 1620/1622 soll er an einer militärischen Expedition des Alois Baldiron gegen die Graubündner als Kommandant des Dornbirner Aufgebots teilgenommen haben. Gemäß der überlieferten Abschrift des Wappenbriefes soll Thomas Rhomberg neun Jahre in Kriegsdiensten für den Kaiser gestanden haben und 14 Jahre lang öffentliche Ämter in Dornbirn innegehabt haben.
Thomas Rhomberg verteidigte als Hauptmann mit anderen am 4. Jänner 1647 die Klause in Lochau gegen die unter dem Feldherrn Carl Gustaf Wrangel im Dreißigjährigen Krieg vorrückenden schwedischen Truppen (siehe auch: Seekrieg auf dem Bodensee 1632–1648). Er ist bei der Verteidigung der Klause gefallen. Er war damals jedenfalls schon über 65 Jahre alt und Großvater, wie ausdrücklich in der Chronik von Franz Ransberg berichtet wird. An ihn erinnert heute noch der Rhomberg-Stein bei der Klause, den sein Nachfahre Wilhelm Rhomberg aufstellen ließ.
Nach ihm wurde die frühere Rhomberg-Kaserne des österreichischen Bundesheers in Lochau (heute: Seehotel am Kaiserstrand) benannt.